# Родна кућа Стевана Сремца у Сенти
Родна кућа Стевана Сремца налази се у Сенти. Ова кућа је споменик културе и сврстана је у категорију споменика културе од великог значаја. Грађена је осамдесетих година 19. века. 

## Изглед куће
Основа куће је у облику латиничног слова Л. На уличном фронту налазе се три прозора и широка дрвена капија. Фасада куће украшена је хоризонталним и зракастим фугама. Простор изнад прозора богато је декорисан флоралним и зооморфним мотивима и медаљонима са иницијалима власника. Отвори испод кровног венца украшени су декоративним решеткама. Крајем 19. и почетком 20. века, фасада је добила свој еклектични изглед.

## Завичајна фондација Стеван Сремац
Стеван Сремац, велики српски писац и академик, живео је у овој кући 11 година -  од рођења 1855, па до смрти родитеља 1866. године. На 150-годишњицу његовог рођења, кућа је откупљена, обновљена и претворена у Завичајну фондацију овог књижевника. Иако се Сремац након смрти родитеља никада није вратио у Сенту, није заборавио на њу и за живота је наменио сенћанској библиотеци књиге из своје личне библиотеке. У фондацији се налази стотинак експоната: књига, рукописа, фотографија и ордења које је Сремац добио као војник на ратном и за заслуге на књижевно-просветном пољу. Овде се налази и сериграфија цртежа Александра Дерока „Стеван Сремац у кујни моје матере“, као и стална поставка о животу и раду Стевана Сремца..

## Галерија
- Орнамент на фасади изнад прозора
- Улаз у кућу